# 長鰭帶鰆
長鰭帶鰆（学名：Scombrolabrax heterolepis）為長鰭帶鰆科（Scombrolabracidae）及長鰭帶鰆屬僅有的一種，屬輻鰭魚綱鲭形目，分布於全球三大洋熱帶及亞熱帶海域，棲息深度100-900公尺，本魚體呈紡錘型，體色深褐色，體長可達30公分，背鰭硬棘12枚;背鰭軟條14-16枚;臀鰭硬棘2-3枚;臀鰭軟條16-18枚;脊椎骨30個，棲息在大陸棚，罕見。